# Santi Palacios
Santi Palacios (1985, Madrid) és un foto-reporter espanyol.
Treballa principalment a fora de l'Estat espanyol col·laborant amb agències de notícies internacionals i mitjans de comunicació com The Associated Press i El País entre d'altres. Ha guanyat diversos premis nacionals i internacionals per la seva feina, com ara el Premio Nacional de Fotoperiodismo de España el 2015.
Palacios té formació de sociòleg, i els últims anys ha enfocat gran part de la seva feina en els migrants i en la seva procedència, com també en els seus viatges i les destinacions finals.